# Dündenhorn
Das Dündenhorn (auch Dündehore) ist ein Berg in den Berner Voralpen.
Das Dündenhorn ist 2862 m ü. M. hoch. Fünf Kilometer südwestlich davon liegt Kandersteg, südlich der Oeschinensee. Auf dem Gipfel treffen die Gemeindegrenzen von Kandersteg, Reichenbach im Kandertal und Kandergrund aufeinander.